# 14 martyrs de Laval
Les 14 martyrs de Laval étaient des prêtres réfractaires mayennais guillotinés à Laval le 21 janvier 1794, sous la Terreur lors de la Révolution française.
Ils ont été béatifiés par le pape Pie XII le 19 juin 1955.

## Histoire

### Contexte
Il s'agit de quatorze prêtres, plutôt âgés, que la déportation avait épargnés, et qui n'avaient pas suivi l'évacuation de Laval en 1793. Ils étaient restés au monastère de Patience de Laval, sans essayer même de profiter de la présence des Vendéens. Plusieurs étaient incapables d'être transportés hors de Laval, il y avait parmi eux cinq septuagénaires, un aveugle et plusieurs malades. 
Le 21 janvier 1794, ils sont conduits ou portés devant la Commission militaire révolutionnaire du département de la Mayenne. Plusieurs ne sont pas en état de s'y rendre à pied. La date du 21 janvier, n'est pas l'effet du hasard ; elle correspond à l'intention de célébrer révolutionnairement l'anniversaire de la mort de Louis XVI.

### Le 21 janvier
Isidore Boullier donne dans son ouvrage le récit de leur interrogatoire et de leur mort. Le 21 janvier 1794, à huit heures du matin, on fait partir les quatorze prêtres du monastère de Patience. Isidore Boullier indique qu'il y a des raisons de croire que plusieurs d'entre eux ignoraient où on les conduisait.
Ceux qui pouvaient encore marcher étaient à pied.
Pour arriver au lieu des séances de la Commission, les prêtres passèrent au pied de l'échafaud établi en permanence sur la place au Blé. La salle d'audience se remplit d'une foule considérable.
Après leur exécution, les corps des quatorze prêtres furent chargés sur un tombereau et conduits aux landes de la Croix-Bataille.

### Vers la béatification
Le 9 août 1816, les corps des 14 martyrs furent exhumés et transportés à Avesnières. Le jour de l'exhumation, le peuple se porta en foule sur les lieux, en donnant des témoignages de la plus profonde vénération. Chacun voulait avoir quelques portions des ossements des martyrs ; il en fut distribué une grande quantité. Par une ordonnance du 15 avril 1839, L'évêque du Mans a ordonné qu'il fût fait, selon les formes canoniques, une enquête, pour constater authentiquement les circonstances du jugement et de la mort de ces prêtres.
Le pape Pie XII béatifie les quatorze prêtres le 19 juin 1955, en même temps qu'un curé et quatre religieuses également guillotinés en 1794.

## Liste des martyrs
- Jean-Baptiste Turpin du Cormier[4], curé de la Trinité, 64 ans.
- Jacques André, curé-doyen de Rouessé-Vassé, 50 ans.
- André Duliou, curé de Saint-Fort, 66 ans.
- Louis Gastineau, chapelain des forgerons du Port-Brillet, 66 ans.
- François Migoret-Lamberdière (de)[5], curé de Rennes-en-Grenouilles, 65 ans.
- Julien Moulé, curé de Saulges, 77 ans.
- Auguste-Emmanuel Philippot, curé de la Bazouge-des-Alleux, 77 ans.
- Pierre Thomas (1729-1794), né au Mesnil-Rainfray dans la Manche, ancien prêtre et aumônier des Augustines de l'hôpital de Château-Gontier[6], 75 ans.
- Jean-Marie Gallot, sous-chantre de la Trinité et chapelain des religieuses bénédictines, 46 ans.
- Joseph Pellé, prêtre habitué de la paroisse de la Trinité et chapelain des religieuses clarisses de Patience, 74 ans.
- Jean-Baptiste Triquerie[7], franciscain, né à Laval, chapelain des religieuses du monastère de Buron, près de Château-Gontier, 57 ans.
- René-Louis Ambroise, prêtre habitué de la paroisse de la Trinité, 74 ans.
- Julien-François Morin de La Girardière[8], prêtre habitué de Saint-Vénérand, 61 ans.
- Francis Duschesne[9], un des chapelains de Saint-Michel de Laval, 58 ans.